# Elena Furiase
Elena Furiase González (Madrid, 1988. március 9.– ) spanyol színésznő. Színházi és televíziós produkciókban is szerepel, legismertebb alakítása az Internátus című sorozatban volt.

## Életrajz
1988. március 9-én született Madridban. Pályafutása elején színházi darabokban játszott, szerepelt a Teatro fantástico de Jacinto Benavente és a Cómo perderse en el Thyssen o un beso para la bailarina verde című színdarabban is.
2007-ben kapta első televíziós felkérését, az Antena 3 csatorna Internátus című sorozatában játszotta Victoria Martínez-t, többek között Yon González-zel, Martín Rivas-szal és Ana de Armas-szal együtt főszerepet alakítva. A Premio Joven 2007 díjkiosztón 2007-ben az Internátusban nyújtott alakításáért megkapta az év női színésze díjat.
Az Internátus mellett szerepelt továbbra is színdarabokban, 2008 szeptemberében mutatta be a madridi Amaya Színház az Olvida los tambore című darabot, amelyben Alicia szerepét játszotta. 2008 novemberében első filmes alakítását nyújtotta, az El libro de las aguas-ban, melyben együtt szerepelt édesanyjával, Lolita González Flores-szel.
Az Internátus után több, kevésbé ismert spanyol filmben játszott, mint a Cruzando el límite (2010) vagy a Don Mendo Rock ¿La venganza? (2010) című filmekben.
2011-ben ismét színházi munkát vállalt, a Víctor Conde által írt Crimen perfecto darabban szerepel.

## Szerepek

### Filmek
- El libro de las aguas (2008)
- Bad People (2009)
- Animales Domésticos (2009)
- Cruzando El Límite (2010)
- La Venganza de Don Mendo Rock (2010)

### Sorozatok
- Internátus (Antena 3), mint Victoria Martínez (2007-2010)

### Színdarabok
- Cómo perderse en el Thyssen o un beso para la bailarina verde (2006)
- En alta mar (2007)
- El teatro fantástico de Jacinto Benavente (2008)
- Olvida los tambores (2010)
- Crimen perfecto (2011)

## Magánélet
Igazi művészcsaládból származik. Édesanyja Dolores "Lolita" González Flores, akivel Elena együtt szerepelt az El libro de las aguas filmben és az Internátusban is feltűnt egy epizód erejéig, éppen Elena által megformált Victoria anyját játszotta. Édesapja Guillermo Furiase argentin producer. Anyai nagyapja, Antonio González Batista híres énekes és gitáros volt, míg nagyanyja Lola Flores Ruiz énekes- és színésznő. Anyai ágon rokona Quique Sánchez Flores, korábbi spanyol válogatott labdarúgó, aki jelenleg futballedző.
Egy öccse van, Guillermo.
2009 novemberében szerepelt a spanyol FHM férfimagazin címlapján.